# تشاك تانر
تشاك تانر (بالإنجليزية: Chuck Tanner)‏ هو لاعب كرة قاعدة أمريكي، ولد في 4 يوليو 1928 في نيو كاسل في الولايات المتحدة، وتوفي بنفس المكان في 11 فبراير 2011.

## وصلات خارجية
- تشاك تانر على موقع دوري كرة القاعدة الرئيسي (الإنجليزية)
- تشاك تانر على موقعبيزبول رفرنس.كوم (الدوري الرئيسي) (الإنجليزية)
- تشاك تانر على موقعبيزبول رفرنس.كوم (الدوري الثانوي) (الإنجليزية)
- تشاك تانر على موقع جمعية أبحاث البيسبول الأمريكية (الإنجليزية)
- تشاك تانر على موقع إي إس بي إن.كوم (أم.أل.بي) (الإنجليزية)
- تشاك تانر على موقع مشجعي الرسوم البيانية (الإنجليزية)